# Ivan Arkadin
Ivan Ivanovič Arkadin (5 febbraio 1878 – 1942) è stato un attore russo.

## Filmografia parziale

### Attore
- Banda bat'ki Knyša (1924)
- Prazdnik svjatogo Iorgena (1930)
- Marionetki, regia di Jakov Protazanov e Porfirij Podobed (1933)
- Gavroš (1937)
- Doktor Ajbolit (1938)

## Premi
- Artista onorato della RSFSR